# Arcobaleno Vallée d'Aoste
Arcobaleno Vallée d'Aoste és una coalició de partits polítics de la Vall d'Aosta formada el 2003. Està composta per la Federació dels Verds (amb certa força a la regió), Rifondazione Comunista, Demòcrates d'Esquerres i alguns grups locals d'extrema esquerra. Actualment actua com a secció local de la Sinistra-l'Arcobaleno.
A les eleccions regionals de la Vall d'Aosta de 2003 va obtenir el 7,9% dels vots i 3 diputats regionals. A les eleccions legislatives italianes de 2006 formà part de l'aliança Autonomia Llibertat Democràcia. Però a les eleccions regionals de la Vall d'Aosta de 2008 va baixar al 5,6% dels vots i no va obtenir cap escó.